# Cololejeunea myriocarpa
Cololejeunea myriocarpa là một loài Rêu trong họ Lejeuneaceae. Loài này được (Nees & Mont.) Stephani mô tả khoa học đầu tiên năm 1890.